# Pancerniki typu Radetzky
Pancerniki typu Radetzky – typ trzech pancerników generacji przeddrednotów zbudowanych dla Austro-Węgier w latach 1907-1910. Wszystkie trzy okręty zostały zbudowane przez stocznię Stabilimento Tecnico Triestino w Trieście. Były ostatnimi austro-węgierskimi przeddrednotami i przedostatnim typem pancerników zbudowanym przez to państwo. Typ składał się z trzech okrętów: „Radetzky”, „Erzherzog Franz Ferdinand” i „Zrínyi”. Pancerniki typu Radetzky zostały uzbrojone w cztery działa kal. 305 mm w dwóch wieżach i osiem dział kal. 240 mm w czterech wieżach; ciężka artyleria drugiego głównego kalibru odróżniała pancerniki tego typu od wcześniejszych generacji przeddrednotów.
Okręty zostały wprowadzone do służby na kilka lat przed wybuchem I wojny światowej i miały ubogą służbę. Wszystkie trzy pancerniki odbyły rejsy treningowe po Morzu Śródziemnym w 1912 roku. Rok później okręty wzięły udział w międzynarodowej paradzie morskiej na Morzu Jońskim w ramach protestu przeciwko wojnom bałkańskim. Po wypowiedzeniu wojny Austro-Węgrom przez Włochy w 1915 roku, pancerniki typu Radetzky bombardowały cele nabrzeżne na Adriatyku. Po roku 1915 ich udział w wojnie stał się minimalny. Po wojnie wszystkie trzy okręty zostały przekazane Włochom i zezłomowane pomiędzy 1920 a 1926 rokiem.

## Konstrukcja

### Rozwój
Prace projektowe nad nowym typem pancerników rozpoczęły się około dwa tygodnie po wprowadzeniu do służby okrętu SMS „Erzherzog Friedrich”, przeddrednota typu Erzherzog Karl, co miało miejsce 30 kwietnia 1904 roku. Pod koniec lipca 1905 roku dowódca austriackiej marynarki, admirał Rudolf Montecuccoli, przedstawił swoją wizję rozbudowanej austro-węgierskiej floty. Flota miała się składać z 12 pancerników, 4 krążowników pancernych, 8 krążowników rozpoznawczych, 18 niszczycieli, 36 dużych kutrów torpedowych i 6 okrętów podwodnych. Między 25 a 29 września 1905 roku sekcja projektowa floty przygotowała pięć projektów nowego typu pancernika.
Pierwszy projekt zakładał uzbrojenie pancernika w cztery działa kal. 280 mm w dwóch podwójnych wieżach artyleryjskich, cztery działa kal. 240 mm w czterech pojedynczych wieżach i osiem dział kal. 190 mm w kazamatach. Drugi projekt przewidywał takie samo uzbrojenie w działa kal. 280 i 240 mm, lecz uzbrojenie lekkie miało składać się z dwunastu dział kal. 100 mm. Trzeci projekt reprezentował nowy typ drednotów, który był brany pod uwagę we flotach innych państw i zakładał osiem dział kal. 280 mm w czterech podwójnych wieżach, jednej na dziobie, jednej na rufie i dwóch na burtach. Artyleria średnia miała być taka sama jak w poprzednich projektach, a działa lekkiego kalibru zostały wzmocnione do szesnastu dział kal. 100 mm. Czwarty projekt był odmianą trzeciego projektu; osiem dział kal. 280 mm zostało zastąpionych sześcioma kal. 305 mm w dwóch podwójnych i dwóch pojedynczych wieżach. Działa kal. 100 mm pozostały takie same. Ostatni projekt przewidywał cztery działa kal. 305 mm w dwóch podwójnych wieżach, osiem dział kal. 190 mm w czterech podwójnych wieżach na burtach i dwanaście dział kal. 100 mm w kazamatach. Główny projektant, Siegfried Popper, poparł koncepcję okrętu „all-big-gun”. Jednak nawet najmniejszy drednot z projektów opisanych wyżej musiałby mieć wyporność co najmniej 16 000 ton, przez co jego budowa wymagałaby budowy nowego pływającego doku.
Popper ostatecznie ustąpił, przyznając, że budowa drednota wymagałaby budowy nowego pływającego suchego doku, co znacznie zwiększyłoby koszty projektu. Komisja projektowa wybrała piąty projekt, jednak podczas udoskonalania projektu kaliber dział drugorzędnych został zwiększony ze 190 mm do 240 mm. Wybrano działa kal. 305 mm, ponieważ zamek nowych dział kal. 280 mm był zawodny. Ostatecznym projektem był ostatni przeddrednot zbudowany przez austro-węgierską marynarkę.
Kładziono również nacisk na ochronę podwodną. Między sierpniem a listopadem 1906 roku, marynarka Austro-Węgier przeprowadziła testy wytrzymałości dna okrętów na materiały wybuchowe, używając pięćdziesięcioletniego okrętu pancernego „Kaiser Max”. Testy przeprowadzono przy użyciu 10-kilogramowych ładunków, aby ocenić możliwości niszczące standardowej miny morskiej o wadze 100 kg w skali 1:10. Testy były ogólnie niezadowalające. W oparciu o modele matematyczne Popper nakreślił ostateczny model przewidujący siłę ochrony podwodnej, będącej w stanie odpowiednio chronić nowe pancerniki. Ostatecznie okręty zostały wyposażone w opancerzone dno podwójne jako obronę przeciwko minom morskim i torpedom.

### Charakterystyka ogólna

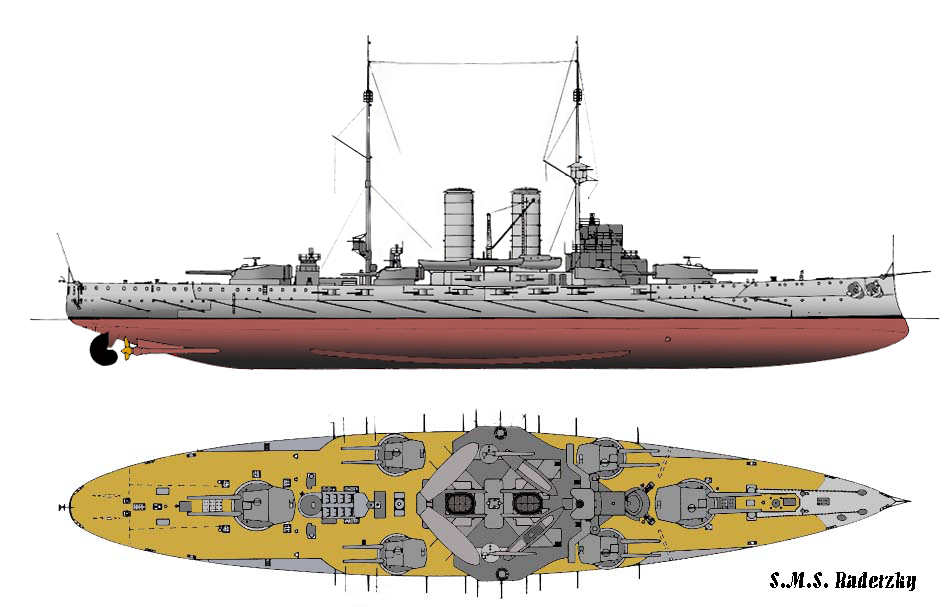
Rzut z lewej burty i plan pokładu pancernika typu Radetzky

Pancerniki typu Radetzky miały 137,5 m długości na linii wody oraz 138,8 m długości całkowitej. Miały 24,6 m szerokości i 8,1 m zanurzenia. Wyporność  standardowa wynosiła 14 741 ton, a maksymalna 16 099 ton. Załoga składała się z 30 oficerów i 860 marynarzy. Układ napędowy okrętu składał się z dwóch czterocylindrowych maszyn parowych potrójnego rozprężania. Każdy silnik był zasilany przez sześć kotłów parowych Yarrow. Moc maszyn pancerników wynosiła 19 800 KM, co pozwalało im osiągać prędkość maksymalną 20,5 węzła (38 km/h). Zapas 1350 ton węgla zapewniał zasięg 4000 Mm przy prędkości 10 węzłów.

### Uzbrojenie
Uzbrojenie główne pancerników typu Radetzky składało się z czterech dział kal. 305 mm L/45 w dwóch podwójnych wieżach. Okręty te były pierwszymi austro-węgierskimi jednostkami wyposażonymi w działa takiego kalibru. Działa zostały zbudowane w zakładach Škoda w Pilźnie. Szybkostrzelność wynosiła 3 pociski w pierwszej minucie ostrzału i od jednego do dwóch pocisków w każdej następnej minucie. Maksymalny kąt podniesienia dział sięgał od -4° do +20°. 138-kilogramowy ładunek prochu nadawał 450-kilogramowym pociskom przeciwpancernym prędkość 800 m/s, co przy maksymalnym podniesieniu lufy dawało zasięg ok. 20 000 m. Zapas amunicji na działo wynosił 20 pocisków przeciwpancernych i 80 odłamkowo-burzących. Wieże artyleryjskie zmagały się z paroma błędami projektowymi, takimi jak zbyt duże kopuły dalmierza na szczycie wieży. W przypadku trafienia pociskiem w kopułę, cienki pancerz górny mógł zostać zdarty. Innym poważnym problemem był system wentylacji. W warunkach bojowych wieże artyleryjskie nie mogły być wentylowane, ponieważ wentylacja wsysała do środka wieży toksyczne gazy materiałów pędnych. Ustalono, że od jej wyłączenia, w wieży artyleryjskiej starczyło tlenu na 15 minut .
Okręty miały ponadto silne uzbrojenie drugiego głównego kalibru, składające się z ośmiu dział Škoda kal. 240 mm L/45 w czterech podwójnych wieżach. Wieże zostały zamontowane na śródokręciu, po dwie na każdej burt. Działa kal. 240 mm miały o około połowę mniejszą penetrację niż działa kal. 305 mm i o około 25% mniejszy zasięg. Ponadto nie sposób było rozróżnić rozbryzgi wody po pociskach kal. 305 i 240 mm, co w znaczącym stopniu utrudniało celowanie. Zapas amunicji wynosił 800 sztuk, co znacznie ograniczało ilość pocisków kal. 305 mm, które okręty mogły zabrać na pokład. Artylerię średniego kalibru stanowiło 20 pojedynczych dział Škoda kal. 100 mm L/50. Szesnaście z nich zamontowanych było w kazamatach na burtach, po osiem z każdej strony. Pozostałe cztery zamontowano w kazamatach w nadbudówce, po dwa na każdą burtę. Działa kal. 100 mm wystrzeliwały pociski o masie 26,2 kilograma z prędkością 880 m/s, co przy maksymalnym podniesieniu lufy dawało zasięg ok. 11 000 m. Ich szybkostrzelność wynosiła od 8 do 10 pocisków na minutę . Pancerniki typu Radetzky były uzbrojone również w kilka dział mniejszego kalibru, w tym sześć dział Škoda kal. 66 mm L/45, dwa działa desantowe kal. 66 mm, cztery szybkostrzelne działa Škoda kal. 47 mm L/44 i jedno szybkostrzelne działo Škoda kal. 47 mm L/33. Okręty posiadały też trzy podwodne wyrzutnie torpedowe kal. 450 mm, dwie na dziobie, po jednej na każdej z burt, na wysokości pierwszej wieży artyleryskiej, i jedną na rufie.

### Opancerzenie
Pancerniki typu Radetzky posiadały pas opancerzenia o grubości 230 mm w centralnej części okrętu, chroniący magazyny amunicji, maszynownie i inne wrażliwe pomieszczenia, wykonany ze stali cementowanej Kruppa. W kierunku przednich i tylnych barbet wież artyleryjskich, grubość pasa zmniejszała się do 100 mm. Gródź przeciwtorpedowa o grubości 58 mm biegła wzdłuż całej burty, zapewniając drugą warstwę opancerzenia podwodnego, w przypadku gdy główny pas opancerzenia został spenetrowany. Była to jedna z prób stworzenia przez Poppera gepanzerter minenboden, czyli podwójnego dna w celu zwiększenia podwodnej ochrony okrętu przed torpedami i minami. Podwójne dno projektu Poppera oparte było bardziej na jego własnych teoriach niż testach i eksperymentach. Pomiędzy zewnętrznym pancerzem a grodzią pozostawiono trochę wolnej przestrzeni, co według Poppera miało zamortyzować wewnętrzną gródź przed podwodną falą uderzeniową. Jednak ograniczenia budżetowe nigdy nie pozwoliły mu na przeprowadzenie testów swojego podwójnego dna. Grodzie wodoszczelne pomiędzy przedziałami okrętu miały 150 mm grubości. Pokład chroniony był przez 48 mm pancerza.
Wieże artylerii głównej miały po 250 mm pancerza na przodzie i bokach i 60 mm na dachu. Obszar pomiędzy osłoną dział a barbetą był nieopancerzony . Wieże dla dział kal. 240 mm miały nieznacznie mniej opancerzenia: z przodu i na bokach po 200 mm, a na dachu 50 mm. Kazamaty dla dział kal. 100 mm były chronione stalowymi płytami o grubości 120 mm. Wieża dowodzenia miała opancerzenie boczne o grubości 250 mm i tylne o grubości 100 mm.

## Budowa
Na podstawie: Conway’s All the World’s Fighting Ships: 1906–1921
| Okręt                           | Stocznia                               | Położenie stępki  | Wodowanie        | Wejście do służby | Pochodzenie nazwy             | Los                               |
| ------------------------------- | -------------------------------------- | ----------------- | ---------------- | ----------------- | ----------------------------- | --------------------------------- |
| SMS „Erzherzog Franz Ferdinand” | Stabilimento Tecnico Triestino, Triest | 12 września 1907  | 30 września 1908 | 5 czerwca 1910    | Franciszek Ferdynand Habsburg | Przekazany Włochom, wrzesień 1919 |
| SMS „Radetzky”                  | Stabilimento Tecnico Triestino, Triest | 26 listopada 1907 | 3 lipca 1909     | 15 stycznia 1911  | Joseph Radetzky               | Przekazany Włochom, wrzesień 1919 |
| SMS „Zrínyi”                    | Stabilimento Tecnico Triestino, Triest | 20 stycznia 1909  | 12 kwietnia 1910 | 15 września 1911  | Rodzina Zrínyi                | Przekazany Włochom, wrzesień 1919 |

## Służba

### Czas pokoju
Trzy pancerniki typu Radetzky zostały przydzielone do II Dywizjonu Pancerników w I Eskadrze Bojowej, razem z pancernikami typu Tegethoff w I Dywizjonie. Po wejściu do służby w latach 1910–1911 okręty wzięły udział w kilku rejsach treningowych po Morzu Śródziemnym. W 1911 roku SMS „Radetzky” wziął udział w międzynarodowym pokazie floty w Spithead z okazji koronacji Jerzego V. W 1912 roku „Zrínyi” wziął udział w rejsie treningowym z niedawno wprowadzonymi do służby SMS „Tegetthoff” i SMS „Viribus Unitis” po wschodnim Morzu Śródziemnym, podczas którego zatrzymano się na Malcie. W następnym roku trzy okręty wzięły udział w międzynarodowej demonstracji morskiej przeciwko rozwijającym się wojnom bałkańskim; podczas tej operacji po raz pierwszy użyto wodnosamolotów startujących z okrętów wojennych i były to samoloty z pancerników typu Radetzky.

### I wojna światowa
Niemiecki Dywizjon Morza Śródziemnego, składający się z krążownika liniowego SMS „Goeben” i lekkiego krążownika SMS „Breslau”, wezwał na pomoc austro-węgierską flotę. Niemieckie jednostki próbowały przebić się z Mesyny, gdzie okręty zaopatrywały się w węgiel jeszcze przed wybuchem wojny. Brytyjskie okręty zaczęły gromadzić się w pobliżu miasta, w celu śledzenia krążowników. W tym czasie austro-węgierska flota nie była jeszcze w pełni zmobilizowana, ale pancerniki typu Radetzky i Tegetthoff, kilka krążowników i mniejszych jednostek były dostępne. Główne dowództwo Austro-Węgier, nie chcąc prowokować wojny z Wielką Brytanią, nakazało okrętom unikać brytyjskich jednostek i w pełni osłaniać niemieckie krążowniki jedynie na austro-węgierskich wodach. 7 sierpnia, kiedy Niemcy uciekli przez Cieśninę Mesyńską, austro-węgierskie okręty, w tym pancerniki typu Radetzky, będące na wysokości Brindisi, otrzymały rozkaz powrotu do portu.
W październiku 1914 roku francuska armia ustawiła swoją artylerię na górze Lovćen w celu wsparcia czarnogórskiej armii walczącej z austro-węgierskimi wojskami w Kotorze. Zanim jednak artyleria uzyskała pełną zdolność bojową, 15 października Austro-Węgry miały już zmobilizowane przeddrednoty typu Habsburg. Jednak ich działa kal. 240 mm nie miały odpowiedniego kąta podniesienia luf, by dosięgnąć francuską artylerię, więc SMS „Radetzky” został wysłany w celu rozprawienia się z pozycjami nieprzyjaciela. Okręt przybył 21 października i jego działa 305 mm zmusiły Francuzów do opuszczenia swoich pozycji. 24 maja 1915 roku wszystkie trzy pancerniki typu Radetzky wzięły udział w ostrzale artyleryjskim włoskiego wybrzeża, w tym ważnego miasta portowego Ankony po tym, jak Włochy przyłączyły się do wojny po stronie Ententy .
Do października 1918 roku Austria przygotowywała się do przekazania swojej floty Państwu Słoweńców, Chorwatów i Serbów, aby nie wpadła ona we włoskie ręce. 10 listopada 1918 roku, dzień przed rozejmem, jugosłowiańscy oficerowie wraz ze skompletowanymi na szybko załogami wypłynęli z Puli na pokładach pancerników „Radetzky” i „Zrínyi” . Kiedy okręty wypłynęły za falochron, zobaczyły zbliżającą się włoską flotę. Oba pancerniki podniosły amerykańską banderę i popłynęły na południe wzdłuż wybrzeża Adriatyku do zatoki Castelli w pobliżu Spolato. Jugosłowiańskie załogi poprosiły amerykańskie siły morskie, by te spotkały się z nimi i uznały ich poddanie się, co zostało wykonane przez grupę amerykańskich ścigaczy okrętów podwodnych. Jednak w czasie traktatu pokojowego siły sprzymierzonych zignorowały fakt oddania austriackich okrętów Państwu Słoweńców, Chorwatów i Serbów i ostatecznie oba pancerniki zostały przekazane Włochom . „Radetzky” i „Zrínyi” zostały zezłomowane we Włoszech w latach 1920-21; „Erzherzog Franz Ferdinand” przetrwał do 1926 r., kiedy to również został zezłomowany we Włoszech.